# Pontcharra-sur-Turdine
Pontcharra-sur-Turdine è un comune francese di 2 511 abitanti situato nel dipartimento del Rodano della regione Alvernia-Rodano-Alpi.

## Società

### Evoluzione demografica
Abitanti censiti